# Чибір-Зюнья
Чибі́р-Зюнья́ (рос. Чибирь-Зюнья) — присілок у складі Селтинського району Удмуртії, Росія.

## Населення
Населення — 10 осіб (2010; 32 в 2002).
Національний склад станом на 2002 рік:
- удмурти — 87 %

## Урбаноніми[3]
- вулиці — Арлетська